# Scuola Antonio Benci
La Scuola Antonio Benci è una struttura scolastica di Livorno, sita lungo il Fosso Reale, dinanzi al Mercato delle vettovaglie.

## Storia
Fino al XIX secolo la Livorno medicea era ancora circondata da un esteso giro di mura difensive, percorse all'esterno dal Fosso Reale.
Verso il 1840 i baluardi rivolti verso mezzogiorno furono oggetto di un progetto di trasformazione ad opera di Luigi Bettarini, che rettificò l'andamento del fosso, tagliando due rivellini posti tra i bastioni principali. Ciò portò alla formazione, al livello del piano stradale, di due piazze semicircolari, simmetriche rispetto all'asse individuato dalle odierne via Cairoli - piazza Cavour; la prima, posta non distante dalla chiesa di San Benedetto, fu intitolata a Carlo Poerio, mentre la seconda, alle spalle della chiesa dei Santi Pietro e Paolo, fu dedicata a Daniele Manin.
La piazza Poerio rimase inalterata fino agli ultimi decenni del medesimo secolo, quando, su progetto di Angiolo Badaloni, qui fu costruito un imponente edificio scolastico. Le scuole "Antonio Benci" furono inaugurate nel 1893. Lo stesso Badaloni, nel 1889, aveva realizzato le Scuole Micheli, presso la Porta San Marco.

## Descrizione
L'edificio sorge lungo il Fosso Reale ed è, assieme al Mercato delle vettovaglie e al Tempio della Congregazione olandese alemanna, l'elemento di maggior pregio architettonico del tratto di fosso compreso tra piazza Cavour e piazza della Repubblica.
La scuola, che si inserisce nel lotto della scomparsa piazza Poerio, ha una forma sostanzialmente rettangolare, con un accentuato avancorpo posteriore posto al centro del fabbricato.
Il complesso si eleva per tre piani fuori terra ed è caratterizzato da ampie aperture vetrate.
Di particolare pregio è la facciata principale, di gusto eclettico, dove ai finestroni a tutto sesto si aggiungono, alla sommità, aperture rettangolari tripartite mediante esili colonnine.
Originariamente, il palazzo aveva tre ingressi distinti: infatti, al piano terreno si trovava la scuola elementare maschile; il primo piano era occupato da quella femminile; l'ultimo ospitava la "Regia Scuola Tecnica".
Oggi la struttura è sede di una scuola primaria e di una scuola dell'infanzia.